# فیل (سوره)
فیل صد و پنجمین سوره از سوره‌های قرآن است به اجماع شیعه و سنی در مکه و به صورت یکباره نازل شده است. به گفته منابع اسلامی، این سوره با توجه به روایتگری داستان اصحاب فیل و ماجرای حمله ابرهه به مکه، به سوره فیل نام‌گذاری شده‌، اما در نظر قرآن‌پژوهان، این سوره احتمالا نسخه دیگری از روایت حمله سپاهیان یونانی به فرقه یهودی مکابیان در کتاب مقدس—که نابودی سپاه کفار توسط فرشتگان آسمانی را بازگو می‌کند—است.
اختلاف‌ها در قرائت سوره، تنها به دو عبارت «الم تر» در اعراب حرف راء و «ترمیهم» در تاء-یاء بودن حرف اول فعل ختم می‌شود. برخی از منابع شیعی، هدف از شأن نزول سوره را مربوط به ماجرای نگرانی قریش، در خصوص حمله رومیان و ایرانیان به مکه و تخریب کعبه پس از دعوت عمومی محمد دانسته‌اند. از دیگر اختلافات مربوط به سوره، معنای کلمه «ابابیل» است. از جمله معناهای مطرح شده در خصوص این کلمه می‌توان به: جماعت‌های متفرق، جماعت بسیار زیاد و جماعتی که در پی هم می‌آیند اشاره کرد. دربارهٔ معنای واژه «سجیل» در آیه چهارم، رایج‌ترین اقوال به سنگ گل گرفته شده اشاره دارد. در خصوص معنای واژه «عصف»، معانی مختلفی گزارش شده است؛ در این میان معانی چون برگ کشت، نخاله یا کاه مطرح شده است.
مفسران قرآن، در اتحاد و جدا بودن دو سوره قریش و فیل، دچار اختلاف شده‌اند. در این میان گروهی از مفسرین اهل سنت همچون زمخشری، در میان این دو سوره، وجود هرگونه فاصله‌ای از جمله عبارت «بسم الله الرحمن الرحیم» را انکار کرده‌اند و گروهی دیگر همچون آلوسی، از وجود این عبارت در بین دو سوره گزارش‌هایی را مطرح کردند. طباطبایی، مفسر شیعه معتقد است که وجود بسم الله در بین این دو سوره، از باب تواتر ثابت است. با این وجود برخی از فقهای شیعه، به لزوم خواندن سوره قریش پیش از سوره فیل در نمازها، فتوا داده‌اند.
روایات متفاوتی از محدثان شیعه و سنی در فضیلت قرائت این سوره آمده‌ است. از جملهٔ این روایات، در امان ماندن از فرورفتن در زمین و دگرگونی قیافه در اثر خواندن این سوره است. همچنین در روایاتی از جعفر صادق، به بهشتی بودن خوانندگان سوره فیل در نمازها وعده داده‌ است.

## نامگذاری
به این مناسبت این سوره را سوره فیل می‌نامند که داستان اصحاب فیل را توصیف می‌کند. و به مناسبت این که سوره با «الم تر» آغاز می‌شود گاهی نیز آن را به این نام می‌خوانند.

## محتوا
این سوره به اجماع علمای سنی و شیعه مکّی و دارای ۵ آیه، ۲۳ واژه و ۹۳، ۹۶ یا ۹۷ حرف است. این سوره از اولین سوره‌های نازل شده بر محمد است و به داستان حمله ابرهه به مکه و قصد او برای تخریب کعبه اشاره دارد. متن سوره با ترجمه مکارم شیرازی، فقیه شیعه، عبارت است از:

 بِسْمِ اللَّهِ الرَّحْمَٰنِ الرَّحِيمِ أَلَمْ تَرَ كَيْفَ فَعَلَ رَبُّكَ بِأَصْحَابِ الْفِيلِ   به نام خداوند بخشنده مهربان، آیا ندیدی پروردگارت با فیل سواران چه کرد؟! ﴿۱﴾
 أَلَمْ يَجْعَلْ كَيْدَهُمْ فِي تَضْلِيلٍ   آیا نقشهٔ آنها را در ضلالت و تباهی قرار نداد؟! ﴿۲﴾
 وَأَرْسَلَ عَلَيْهِمْ طَيْرًا أَبَابِيلَ   و بر سر آنها پرندگانی را گروه گروه فرستاد، ﴿۳﴾
 تَرْمِيهِمْ بِحِجَارَةٍ مِنْ سِجِّيلٍ   که با سنگهای کوچکی آنان را هدف قرار می‌دادند؛ ﴿۴﴾
 فَجَعَلَهُمْ كَعَصْفٍ مَأْكُولٍ   سرانجام آنها را همچون کاه خورده‌شده (و متلاشی) قرار داد ﴿۵﴾

امید مجد، مترجم و شاعر شیعی، در ترجمه سوره قریش به نظم، چنین سروده است:
| سرآغاز گفتار، نام خداست    |  | که رحمت‌گر و مهربان خلق راست |
| ندیدی تو آیا که رب جلیل    |  | چه آورد بر روز اصحاب فیل    |
| نه تدبیر ایشان بدادی بر آب |  | که کعبه ز کینه نگردد خراب؟  |
| ابابیل مرغان فرستادشان     |  | بدان‌ سنگ سجیل آزردشان       |
| بدن‌هایشان خرد آن سان نمود  |  | که حیوان علف زیر دندان نمود |

ساختار درختی محتوای این سوره، چنین گزارش شده‌ است:
|  |  |  |  |  |  |  |  |  |  |  |  |  |  |  |  |  |  |  |  |                                       |                                       |                                       |                                       |                                       |                                       |                                                    |                                               |                                               |                                               |                                               |                                               |                                         |                                         |                                         |                                         |                                         |                                         | شکست اصحاب فیل، نشانه قدرت خدا در سرکوب دشمنان دین |  |  |  |  |  |                                                       |                                                       |                                                       |                                                       |                                                       |                                                       |                                                       |                                                       |                                                       |                                                       |                                                       |                                                       |                                                     |                                                     |                                                     |                                                     |                                                     |                                                     |  |  |  |  |  |  |  |  |  |  |  |  |  |  |  |  |  |  |  |  |  |  |  |  |  |  |  |  |  |  |  |  |  |  |  |  |
|  |  |  |  |  |  |  |  |  |  |  |  |  |  |  |  |  |  |  |  |                                       |                                       |                                       |                                       |                                       |                                       |                                                    |                                               |                                               |                                               |                                               |                                               |                                         |                                         |                                         |                                         |                                         |                                         |                                                    |  |  |  |  |  |                                                       |                                                       |                                                       |                                                       |                                                       |                                                       |                                                       |                                                       |                                                       |                                                       |                                                       |                                                       |                                                     |                                                     |                                                     |                                                     |                                                     |                                                     |  |  |  |  |  |  |  |  |  |  |  |  |  |  |  |  |  |  |  |  |  |  |  |  |  |  |  |  |  |  |  |  |  |  |  |  |
|  |  |  |  |  |  |  |  |  |  |  |  |  |  |  |  |  |  |  |  |                                       |                                       |                                       |                                       |                                       |                                       |                                                    |                                               |                                               |                                               |                                               |                                               |                                         |                                         |                                         |                                         |                                         |                                         |                                                    |  |  |  |  |  |                                                       |                                                       |                                                       |                                                       |                                                       |                                                       |                                                       |                                                       |                                                       |                                                       |                                                       |                                                       |                                                     |                                                     |                                                     |                                                     |                                                     |                                                     |  |  |  |  |  |  |  |  |  |  |  |  |  |  |  |  |  |  |  |  |  |  |  |  |  |  |  |  |  |  |  |  |  |  |  |  |
|  |  |  |  |  |  |  |  |  |  |  |  |  |  |  |  |  |  |  |  |                                       |                                       |                                       |                                       |                                       |                                       | :مطلب دوم آیه ۳–۵ روش خدا در سرکوب اصحاب فیل ‏      | :مطلب دوم آیه ۳–۵ روش خدا در سرکوب اصحاب فیل ‏ | :مطلب دوم آیه ۳–۵ روش خدا در سرکوب اصحاب فیل ‏ | :مطلب دوم آیه ۳–۵ روش خدا در سرکوب اصحاب فیل ‏ | :مطلب دوم آیه ۳–۵ روش خدا در سرکوب اصحاب فیل ‏ | :مطلب دوم آیه ۳–۵ روش خدا در سرکوب اصحاب فیل ‏ |                                         |                                         |                                         |                                         |                                         |                                         |                                                    |  |  |  |  |  |                                                       |                                                       |                                                       |                                                       |                                                       |                                                       | مطلب اول: آیه ۱–۲ ناتوانی اصحاب فیل در برابر قدرت خدا | مطلب اول: آیه ۱–۲ ناتوانی اصحاب فیل در برابر قدرت خدا | مطلب اول: آیه ۱–۲ ناتوانی اصحاب فیل در برابر قدرت خدا | مطلب اول: آیه ۱–۲ ناتوانی اصحاب فیل در برابر قدرت خدا | مطلب اول: آیه ۱–۲ ناتوانی اصحاب فیل در برابر قدرت خدا | مطلب اول: آیه ۱–۲ ناتوانی اصحاب فیل در برابر قدرت خدا |                                                     |                                                     |                                                     |                                                     |                                                     |                                                     |  |  |  |  |  |  |  |  |  |  |  |  |  |  |  |  |  |  |  |  |  |  |  |  |  |  |  |  |  |  |  |  |  |  |  |  |
|  |  |  |  |  |  |  |  |  |  |  |  |  |  |  |  |  |  |  |  |                                       |                                       |                                       |                                       |                                       |                                       | :مطلب دوم آیه ۳–۵ روش خدا در سرکوب اصحاب فیل ‏      | :مطلب دوم آیه ۳–۵ روش خدا در سرکوب اصحاب فیل ‏ | :مطلب دوم آیه ۳–۵ روش خدا در سرکوب اصحاب فیل ‏ | :مطلب دوم آیه ۳–۵ روش خدا در سرکوب اصحاب فیل ‏ | :مطلب دوم آیه ۳–۵ روش خدا در سرکوب اصحاب فیل ‏ | :مطلب دوم آیه ۳–۵ روش خدا در سرکوب اصحاب فیل ‏ |                                         |                                         |                                         |                                         |                                         |                                         |                                                    |  |  |  |  |  |                                                       |                                                       |                                                       |                                                       |                                                       |                                                       | مطلب اول: آیه ۱–۲ ناتوانی اصحاب فیل در برابر قدرت خدا | مطلب اول: آیه ۱–۲ ناتوانی اصحاب فیل در برابر قدرت خدا | مطلب اول: آیه ۱–۲ ناتوانی اصحاب فیل در برابر قدرت خدا | مطلب اول: آیه ۱–۲ ناتوانی اصحاب فیل در برابر قدرت خدا | مطلب اول: آیه ۱–۲ ناتوانی اصحاب فیل در برابر قدرت خدا | مطلب اول: آیه ۱–۲ ناتوانی اصحاب فیل در برابر قدرت خدا |                                                     |                                                     |                                                     |                                                     |                                                     |                                                     |  |  |  |  |  |  |  |  |  |  |  |  |  |  |  |  |  |  |  |  |  |  |  |  |  |  |  |  |  |  |  |  |  |  |  |  |
|  |  |  |  |  |  |  |  |  |  |  |  |  |  |  |  |  |  |  |  |                                       |                                       |                                       |                                       |                                       |                                       |                                                    |                                               |                                               |                                               |                                               |                                               |                                         |                                         |                                         |                                         |                                         |                                         |                                                    |  |  |  |  |  |                                                       |                                                       |                                                       |                                                       |                                                       |                                                       |                                                       |                                                       |                                                       |                                                       |                                                       |                                                       |                                                     |                                                     |                                                     |                                                     |                                                     |                                                     |  |  |  |  |  |  |  |  |  |  |  |  |  |  |  |  |  |  |  |  |  |  |  |  |  |  |  |  |  |  |  |  |  |  |  |  |
|  |  |  |  |  |  |  |  |  |  |  |  |  |  |  |  |  |  |  |  | نکته دوم: آیه ۴ استفاده از سنگ‌های گلی | نکته دوم: آیه ۴ استفاده از سنگ‌های گلی | نکته دوم: آیه ۴ استفاده از سنگ‌های گلی | نکته دوم: آیه ۴ استفاده از سنگ‌های گلی | نکته دوم: آیه ۴ استفاده از سنگ‌های گلی | نکته دوم: آیه ۴ استفاده از سنگ‌های گلی |                                                    |                                               |                                               |                                               |                                               |                                               | نکته اول: آیه ۳ استفاده از پرندگان کوچک | نکته اول: آیه ۳ استفاده از پرندگان کوچک | نکته اول: آیه ۳ استفاده از پرندگان کوچک | نکته اول: آیه ۳ استفاده از پرندگان کوچک | نکته اول: آیه ۳ استفاده از پرندگان کوچک | نکته اول: آیه ۳ استفاده از پرندگان کوچک |                                                    |  |  |  |  |  | نکته دوم:آیه ۲ بی اثر شدن نقشه‌ها و تدبیرهای اصحاب فیل | نکته دوم:آیه ۲ بی اثر شدن نقشه‌ها و تدبیرهای اصحاب فیل | نکته دوم:آیه ۲ بی اثر شدن نقشه‌ها و تدبیرهای اصحاب فیل | نکته دوم:آیه ۲ بی اثر شدن نقشه‌ها و تدبیرهای اصحاب فیل | نکته دوم:آیه ۲ بی اثر شدن نقشه‌ها و تدبیرهای اصحاب فیل | نکته دوم:آیه ۲ بی اثر شدن نقشه‌ها و تدبیرهای اصحاب فیل |                                                       |                                                       |                                                       |                                                       |                                                       |                                                       | نکته اول: آیه ۱ ناکارآمدی ساز و برگ نظامی اصحاب فیل | نکته اول: آیه ۱ ناکارآمدی ساز و برگ نظامی اصحاب فیل | نکته اول: آیه ۱ ناکارآمدی ساز و برگ نظامی اصحاب فیل | نکته اول: آیه ۱ ناکارآمدی ساز و برگ نظامی اصحاب فیل | نکته اول: آیه ۱ ناکارآمدی ساز و برگ نظامی اصحاب فیل | نکته اول: آیه ۱ ناکارآمدی ساز و برگ نظامی اصحاب فیل |  |  |  |  |  |  |  |  |  |  |  |  |  |  |  |  |  |  |  |  |  |  |  |  |  |  |  |  |  |  |  |  |  |  |  |  |
|  |  |  |  |  |  |  |  |  |  |  |  |  |  |  |  |  |  |  |  | نکته دوم: آیه ۴ استفاده از سنگ‌های گلی | نکته دوم: آیه ۴ استفاده از سنگ‌های گلی | نکته دوم: آیه ۴ استفاده از سنگ‌های گلی | نکته دوم: آیه ۴ استفاده از سنگ‌های گلی | نکته دوم: آیه ۴ استفاده از سنگ‌های گلی | نکته دوم: آیه ۴ استفاده از سنگ‌های گلی |                                                    |                                               |                                               |                                               |                                               |                                               | نکته اول: آیه ۳ استفاده از پرندگان کوچک | نکته اول: آیه ۳ استفاده از پرندگان کوچک | نکته اول: آیه ۳ استفاده از پرندگان کوچک | نکته اول: آیه ۳ استفاده از پرندگان کوچک | نکته اول: آیه ۳ استفاده از پرندگان کوچک | نکته اول: آیه ۳ استفاده از پرندگان کوچک |                                                    |  |  |  |  |  | نکته دوم:آیه ۲ بی اثر شدن نقشه‌ها و تدبیرهای اصحاب فیل | نکته دوم:آیه ۲ بی اثر شدن نقشه‌ها و تدبیرهای اصحاب فیل | نکته دوم:آیه ۲ بی اثر شدن نقشه‌ها و تدبیرهای اصحاب فیل | نکته دوم:آیه ۲ بی اثر شدن نقشه‌ها و تدبیرهای اصحاب فیل | نکته دوم:آیه ۲ بی اثر شدن نقشه‌ها و تدبیرهای اصحاب فیل | نکته دوم:آیه ۲ بی اثر شدن نقشه‌ها و تدبیرهای اصحاب فیل |                                                       |                                                       |                                                       |                                                       |                                                       |                                                       | نکته اول: آیه ۱ ناکارآمدی ساز و برگ نظامی اصحاب فیل | نکته اول: آیه ۱ ناکارآمدی ساز و برگ نظامی اصحاب فیل | نکته اول: آیه ۱ ناکارآمدی ساز و برگ نظامی اصحاب فیل | نکته اول: آیه ۱ ناکارآمدی ساز و برگ نظامی اصحاب فیل | نکته اول: آیه ۱ ناکارآمدی ساز و برگ نظامی اصحاب فیل | نکته اول: آیه ۱ ناکارآمدی ساز و برگ نظامی اصحاب فیل |  |  |  |  |  |  |  |  |  |  |  |  |  |  |  |  |  |  |  |  |  |  |  |  |  |  |  |  |  |  |  |  |  |  |  |  |
|  |  |  |  |  |  |  |  |  |  |  |  |  |  |  |  |  |  |  |  |                                       |                                       |                                       |                                       |                                       |                                       |                                                    |                                               |                                               |                                               |                                               |                                               |                                         |                                         |                                         |                                         |                                         |                                         |                                                    |  |  |  |  |  |                                                       |                                                       |                                                       |                                                       |                                                       |                                                       |                                                       |                                                       |                                                       |                                                       |                                                       |                                                       |                                                     |                                                     |                                                     |                                                     |                                                     |                                                     |  |  |  |  |  |  |  |  |  |  |  |  |  |  |  |  |  |  |  |  |  |  |  |  |  |  |  |  |  |  |  |  |  |  |  |  |
|  |  |  |  |  |  |  |  |  |  |  |  |  |  |  |  |  |  |  |  |                                       |                                       |                                       |                                       |                                       |                                       | :نتیجه آیه ۵ درهم شکسته شدن اصحاب فیل با قدرت الهی |                                               |                                               |                                               |                                               |                                               |                                         |                                         |                                         |                                         |                                         |                                         |                                                    |  |  |  |  |  |                                                       |                                                       |                                                       |                                                       |                                                       |                                                       |                                                       |                                                       |                                                       |                                                       |                                                       |                                                       |                                                     |                                                     |                                                     |                                                     |                                                     |                                                     |  |  |  |  |  |  |  |  |  |  |  |  |  |  |  |  |  |  |  |  |  |  |  |  |  |  |  |  |  |  |  |  |  |  |  |  |

## اختلاف قرائت
اولین مورد اختلاف قرائت در سوره فیل، مربوط است به عبارت «الم تر» که در قرائت عامه راء به فتحه است و در شاذ قرائت ابی عبدالرحمن به سکون راء ذکر شده است. در این قرائت بر اثر جزم حرف لم تأکید می‌شود. دومین مورد اختلاف در عبارت «ترمیهم» است که در قرائت عامه حرف ابتدای فعل «تا» گزارش شده است و در قرائت شاذ، طلحه بن مصرف و اشهب عقیلی آن حرف را «یا» خوانده‌اند و گفته‌اند که به الله یا به لفظ «طیر» بر می‌گردد.

## نزول
این سوره بر اساس گاه‌شماری مصری نوزدهمین سوره و بر اساس گاه‌شماری نولدکه، خاورشناس آلمانی نهمین سوره نازل شده بر پیامبر اسلام است. این سوره از سوره‌هایی است که به صورت یکباره بر محمد نازل شده‌ است. دربارهٔ شأن نزول این سوره در حدیثی از سجاد، امام چهارم شیعیان امامیه نقل شده‌ است:
... قریش گفتند: «ای ابوطالب! از او بپرس آیا خداوند او را ویژهٔ ما فرستاده‌ است یا برای همه مردم؟» ابوطالب گفت: ای برادرزاده! آیا برای همه مردم برانگیخته شده‌ای یا فقط برای قوم خود؟» پیامبر اسلام فرمود: «برای همهٔ مردم از سپید و سیاه و سرخ و عرب و غیرعرب مبعوث شده‌ام و سوگند به کسی که جان من در دست اوست من همگان را، سپید و سیاه را و هرکس را که بر سر کوه‌ها و جزایر دریاهاست به این آیین فرا می‌خوانم و ایرانیان و رومیان را هم همین امسال به این کار فرا می‌خوانم ای مردم! من فرستاده خدا به سوی همه شما هستم (سوره اعراف:۱۵۸)». قریش سرگردان شدند و با نخوت و تکبّر به ابوطالب گفتند: «آیا می‌شنوی برادرزاده‌ات چه می‌گوید؟ به خدا سوگند اگر ایرانیان و رومیان این سخن را بشنوند ما را از سرزمین خود بیرون می‌کنند و سنگ‌های کعبه را یکی یکی خواهند کند.» و خداوند این سخنش را نازل فرمود: أَلَمْ تَرَ کَیْفَ فَعَلَ رَبُّکَ.

### رابطه سوره فیل و قریش

نگاره‌ای از حمله سپاهیان ابرهه با فیل به سرزمین مکه

مضمون دو سوره فیل و قریش، با هم نوعی ارتباط دارد و به همین دلیل در یکی بودن این دو سوره اختلافاتی گزارش شده‌ است. بر اساس گفته زمشخری مفسر اهل سنت، در قرآنی که ابی بن کعب، از صحابه محمد نوشته بود، بین این دو سوره جدایی وجود نداشت. همین‌طور در گزارشی دیگر از عمرو بن میمون، از راویان حدیث اهل سنت، منقول است که عمر بن خطاب در هنگام قرائت نماز، دو سوره فیل و قریش را پشت سر هم و بدون «بسم الله الرحمن الرحیم» خوانده است. این در حالی است که آلوسی مفسر اهل سنت، جدایی این دو سوره را در قرآن ابی بن کعب تصریح می‌کند. همچنین طباطبایی مفسر شیعی، با استناد به روایتی که محمد را از نزول سوره‌ای خاص برای قریش خبر می‌دهد، جدا بودن این سوره از سوره قبل از خودش را نتیجه گرفته‌اند. در این بین، گروهی از شیعیان همچون ملا فتح‌الله کاشانی با استناد به سه روایتی که این دو سوره را یک سوره می‌دانند، قائل به وحدت سوره فیل و سوره قریش شده‌اند. به گفته طباطبائی، این احادیث که از قول جعفر صادق، امام ششم شیعه، نقل شده‌اند، دچار ضعف در سند، عدم ظهور در وحدت دو سوره و بیان حکم شرعیِ جواز قرائتِ دو سوره فیل و قریش در نماز است. همچنین طباطبایی وجود بسم الله الرحمن الرحیم در بین این دو سوره را به تواتر ثابت می‌داند. ابن کثیر به نقل از طبری و همین‌طور ابن عاشور -که هر سه از مفسران اهل سنت می‌باشند- از اجماع مسلمانان در جدا بودن این دو سوره یاد کرده‌اند. ابوحیان، مفسر و نحوی اهل سنت بر فرض اینکه دو سوره فیل و فریش یکی باشند، «لإیلَافِ» را متعلق به یک فعل «اعجبوا» که در لفظ ذکر نشده دانسته است و سوره را اینگونه معنا می‌کند: «تعجب است از انس و همدلی قریش، همدلی‌ای که در کوچِ زمستانه و تابستانه مشهود است و سبب شده است که عبادت پروردگار این خانه، ترک شود.» بنابر فتوای گروهی از فقهای شیعه مانند خویی، تبریزی، سیستانی و صافی خواندن سوره قریش به تنهایی در نماز صحیح نیست و لازم است قبل از آن سوره فیل نیز قرائت شود. بانو امین، مفسر شیعه، در توجیه این فتوا آورده‌ است که هر سوره‌ای که در نماز قرائت می‌شود، باید مستقل در مطلب باشد و بین دو سوره فیل و قریش، ارتباط معنایی وجود دارد و به تنهایی معنای مستقلی ندارند.

## تفسیر

### آیه اول
بِسْمِ اللَّهِ الرَّحْمَٰنِ الرَّحِيمِ أَلَمْ تَرَ كَيْفَ فَعَلَ رَبُّكَ بِأَصْحَابِ الْفِيلِ  

نگاره‌ای مربوط به قرن ششم میلادی که نمایانگر حمله ابرهه و سپاهیان فیل از حبشه برای انهدام کعبه است.

به گفته سید محمدحسین طباطبایی، مفسر شیعه، استفهامِ در آیه، از نوع استفهام انکاری است. معنای آیه با توجه به استفهام انکاری چنین است: «مگر علم یقینی پیدا نکردی که چگونه پروردگارت با اصحاب فیل رفتار کرد». بر اساس گزارشاتی، این ماجرا در سال تولد محمد اتفاق افتاده است. در تفسیر جلالین همزه موجود در آیه را از نوع استفهام تعجبی گزارش شده است.
منظور از «رؤیت» (راء در فعل «تَرَ») معنای لغوی آن یعنی دیدن به چشم نیست؛ چرا که این واقعه قبل از متولد شدن پیامبر اسلام اتفاق افتاده است و به ظاهر در اینجا موقعیتی برای دیدن پیامبر اسلام وجود ندارد؛ اما هرگاه واقعه‌ای از روی یقینی بودنش آنچنان باشد (شهرت و تواتر داشته باشد) که عموماً مشاهده می‌شود، دانستن آن به لفظ رویت تعبیر می‌گردد. محمد علی صابونی مفسر سنی، از ابوسعود آورده که دلیل اینکه خدا از واژه «کیف» استفاده می‌کند و می‌گوید «کیف فعل ربک» و نه «ما فعل ربک»، این است که خدا توجه پیامبر را به کیفیت فعل خویش جلب کند و یادآور شود که صحنه‌ای ترسناک اتفاق افتاد و خدا به روش بسیار عجیب و غریب آن‌ها را نابود کرد. در تفسیر نمونه آمده است که تعبیر ابرهه و همراهان به «اصحاب الفیل» به خاطر همان چند فیلی است که آنها با خود از یمن آورده بودند تا مخالفان را مرعوب ساخته و شترها و اسب‌ها از مشاهده آن رم دهنند و در میدانِ جنگ نمانند.

### آیه دوم
أَلَمْ يَجْعَلْ كَيْدَهُمْ فِي تَضْلِيلٍ  
مقصود از «کید» در این آیه، سوء قصدی بود که ابرهه دربارهٔ مکه داشت و می‌خواست ساختمان کعبه را تخریب کند. «فی تضلیل» به معنی تباه و باطل ساختن است. این کلمه با «اضالل» هر دو به یک معنا است. و مقصود از کید آنان را در تضلیل قرار دادن، این است که خداوند نقشه‌شان را تباه و زحماتشان را بی‌نتیجه ساخت، آنها راه افتادند تا کعبه را ویران کنند، ولی در نتیجه تضلیل الهی، خودشان هلاک شدند.

### آیه سوم
وَأَرْسَلَ عَلَيْهِمْ طَيْرًا أَبَابِيلَ  
کلمه «ابابیل» به گفته طباطبایی مفسر شیعه به معنای جماعت‌هایی متفرق و دسته دسته است. قرطبی مفسر اهل سنت از جوهری آورده که «ابابیل» به معنی بسیار زیاد است. مجاهد بن جبر مفسر اهل سنت، منظور از «ابابیل» را گروه‌هایی می‌داند که در پی هم می‌آیند. دربارهٔ این پرندگان، ویژگی‌های متفاوتی ذکر شده است. محمد شفیع عالم سنی در تفسیر المعارف آورده که این پرنده کمی کوچک‌تر از کبوتر بوده و از جنسی بودند که قبلاً دیده نشده‌ است. فخر رازی مفسر سنی از ابن‌عباس نقل می‌کند که پرندگان خرطوم‌هایی مانند خرطوم فیل و بینی‌هایی مانند بینی‌های سگ داشته‌اند و رنگ آن‌ها سیاه بوده است. و از سعید بن جبیر نقل شده است که رنگ آن‌ها سفید بوده است. قول دیگری از سعید بن جبیر می‌گوید که رنگ آن‌ها سبز بوده است. ابن هشام تاریخ نگار مصری، نیز گفته است که شکلشان شبیه به پرستو بوده است. فخر رازی دربارهٔ دلیل اختلاف می‌گوید که پرندگان گروه گروه بوده‌اند و شاید هر فرد گروه خاصی را دیده است.

### آیه چهارم
تَرْمِيهِمْ بِحِجَارَةٍ مِنْ سِجِّيلٍ  
دربارهٔ واژه «سجیل» اقوال گوناگونی وجود دارد که قول رایج معنای فارسی «سجیل» را دو واژه سنگ و گل دانسته است. به گفته محمد شفیع عالم سنی به آن سنگ ریزه‌ای سجیل گفته می‌شود که از پختن گل تازه خیس شده در آتش ساخته شده باشد. در تفسیر المیزان، «سجین» به معنای آتش گزارش شده است و طبری مفسر سنی، در این خصوص معتقد است که این واژه از «سجل» گرفته شده است که به معنی کتاب می‌باشد. طبری می‌افزاید که در آن سنگ ریزه‌ها چیزی نوشته شده وجود داشت که دربردارنده عمل هلاک کردن بود. بیضاوی مفسر سنی، در کنار معنی‌های دیگر آورده که این واژه از «اسجلت» گرفته شده و به معنای «ارسلت» است. طباطبایی مفسر شیعه، در تفسیر المیزان آورده که ظاهراً همه معانی ذکر شده از همان واژه معرب است زیرا در گذشته کتاب‌ها را بر سنگ می‌نوشتند و به همین دلیل کتاب را سجل نامیدند و واژه اسجال هم از همین ریشه است.

### آیه پنجم
فَجَعَلَهُمْ كَعَصْفٍ مَأْكُولٍ  
به گفته ابوعبیده لغت‌شناس اباضی مذهب، «عَصْفٍ» یا «عصیفه»، برگ محصولات کشاورزی باشد که باد آن را ببرد. همچنین گفته شده است که در لهجه بنی حنیفه به معنی کاه و به لهجه قریش به معنی سبوس می‌باشد. در تفسیر شیعی روض الجنان،به معنی غلاف برگ نیز آورده شده است. سید قطب مفسر سنی آن را برگ‌های خشک درخت معنی کرده است. ابوالفتوح رازی مفسر شیعه دربارهٔ «مَأْکُولٍ» دو معنی ذکر کرده است. یکی «مَأْکُولٍ بَعضُهُ» یعنی خودشکسته و بعضی از او خورده و دیگری اینکه «مَأْکُولٍ» پسمانده برگ است.
به گفته محمد شفیع مفسر سنی منظور از این آیه این است که لشکر ابرهه بعد از سنگ‌باران توسط پرندگان مانند کاه سفیدی که حیوانی آن را جویده باشد درآمدند. و در تفسیر المیزان منظور از آیه به چند صورت آمده است. یا اصحاب فیل بعد از هدف‌گیری مرغان ابابیل به صورت جسدهایی بی‌روح درآمدند، یا این است که سنگ ریزه‌ها به درون دل اصحاب فیل فرورفته و اندرونشان را سوزانید یا مقصود از «عَصْفٍ مَأْکُولٍ»، برگ زراعتی است که آکال در آن افتاده باشد، یعنی شته و کرم آن را خورده است و فاسدش کرده باشد. و آیه به صورت‌های دیگری نیز معنا شده که مناسب با ادب قرآن نیست.

## بررسی تاریخی

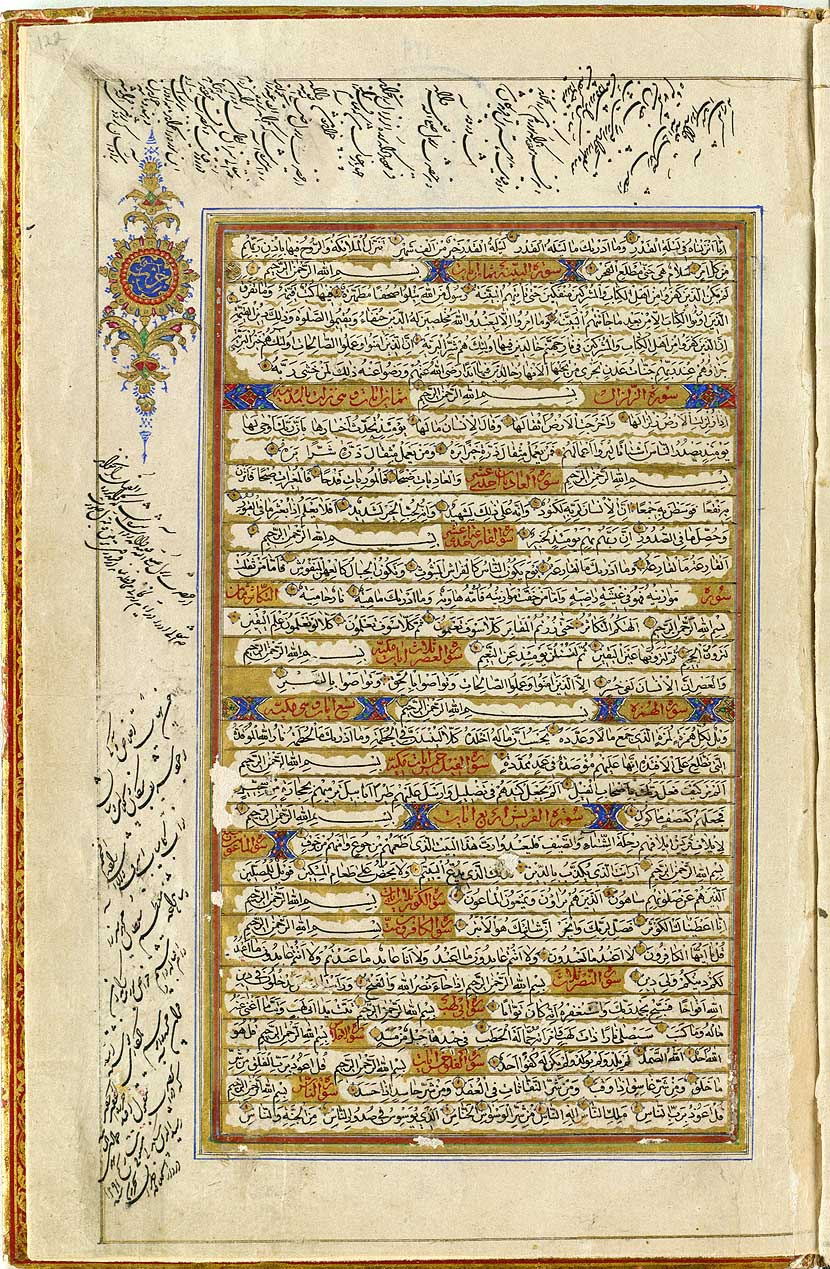
تصویری از قرآنی خطی مربوط به سال ۱۸۷۴ میلادی که در آن سوره فیل با ذکر مکی بودن آن آورده شده است.

تلاش‌های مورخین غربی در جهت بررسی صحت تاریخی این رویداد به نتیجه‌ای مشخص نرسیده است؛ به گفته مورخ مسیحی، عرفان شهید، پذیرش یا رد صحت تاریخی این واقعه به یک میزان سخت می‌باشد: این حادثه در سوره فیل به عنوان یک حادثه مهم ذکر شده و آنچنان که از آیه اول سوره پیداست این حادثه اخیراً اتفاق افتاده بود و احتمالاً خاطرات آن در ذهن هم‌عصران محمّد بوده است و کاملاً محتمل است که توضیحاتی که در کتب تاریخی مسلمانان وجود دارد توسط آنها منتقل شده باشد. در واقع این حادثه برای اعراب آنقدر مهم بود که آن را به عنوان مبدأ برای شروع یک دوره تاریخی گرفته بودند. عرفان شهید همچنین تلاش‌هایی برای رفع این تناقضات را با توجه به اینکه خیلی از علما اسلامی در قرون وسطی، سوره ۱۰۵ و ۱۰۶ را با هم یک سوره در نظر می‌گرفتند انجام داده است. نتیجه اینکه: حمله‌ای از حبشه که فیل‌های آفریقایی (و نه عربی) داشتند به قصد تخریب کعبه و تحت هدایت ابرهه (یا یکی از دو پسرش که پس از او جانشینش شدند) انجام شد. لشکر آنها یا به دلیل یک بیماری همه گیر یا به دلیل آبله تخریب شد. انگیزه حمله مشخص نیست ولی احتمالاً یکی (یا هر دو) دلیل بالا، انگیزه‌ای برای حمله بوده است: به دلیل تلافی برای بی‌حرمت کردن معبد یا کلیسایی که ابرهه ساخته بود، یا به دلیل حذف مکه و در دست گرفتن کنترل تجارت در ناحیه عربستان. این نظر در برخی روایات مانند روایت از عکرمة بن ابی‌جهل و نیز در حدیثی از جعفر صادق نیز مورد اشاره قرار گرفته است. بر طبق این، مرگ اصحاب فیل در پس از برخورد سنگ‌ها، نه بخاطر دریده شدن بدنشان بلکه به‌خاطر ابتلا به بیماری‌هایی همچون آبله و حصبه اتفاق افتاده است که عملاً با بیماری‌هایی که ظاهراً در عام الفیل شیوع پیدا کرده بود، پیوند خورده است.

## فضیلت